# Сайханов, Алаудин Магомедхаджиевич

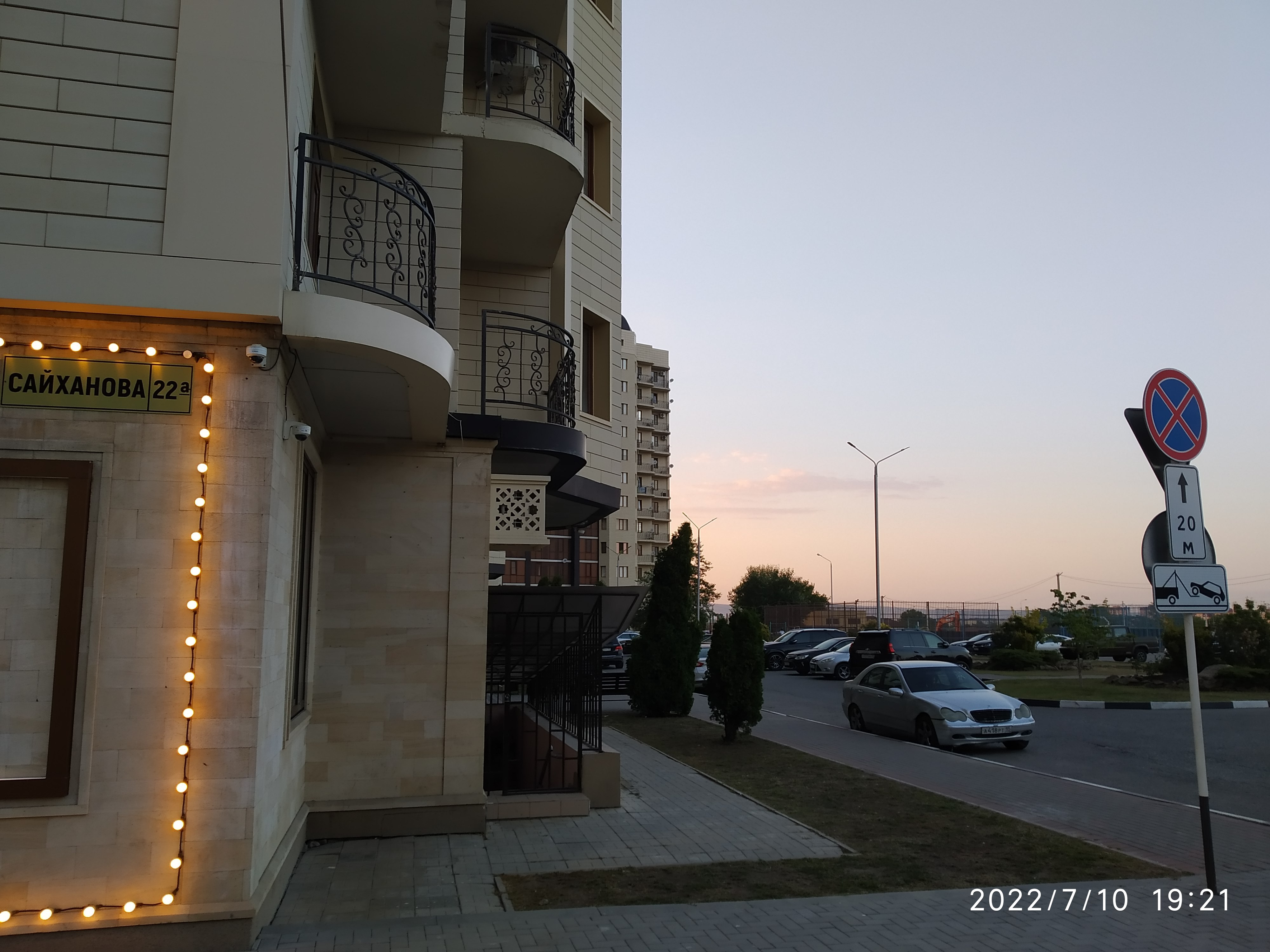
Улица Сайханова

Алаудин Магомедхаджиевич Сайханов (1903, Центарой или Дарго — 1933, Бачи-Юрт, Северо-Кавказский край) — советский государственный деятель, нарком просвещения Чеченской автономной области. Представитель тайпа цонтарой.

## Биография
Отец Сайханова был довольно образованным человеком. Его мать была дочерью одного из первых чеченских буржуа. Родители постарались дать своему сыну хорошее образование. Сайханов окончил двухклассное училище в селе Ведено, начальную школу в Грозном, а затем педагогический техникум в селе Алхан-Кала, после окончания которого работал учителем и директором школы в селе Центарой.
В 1920 году стал помощником начальника Веденской районной милиции. После этого работал инструктором Чеченского окружного ревкома, был председателем Веденского исполкома, членом Чеченского оргбюро ВКП(б), председателем Гудермесского исполнительного комитета, заведующим областного отдела народного образования. В начале 1930-х годов работал инструктором Совнаркома Чеченской автономной области, наркомом просвещения Чеченской АО.
После начала коллективизации был назначен уполномоченным обкома ВКП(б) в село Бачи-Юрт (Курчалоевский район). Весной 1933 году был застрелен из засады противниками коллективизации.

## Память
Был похоронен в Братской могиле партийных и советских работников в Грозном вместе с другими видными деятелями республики — секретарём Грозненского райкома партии Фёдором Пономаренко, чекистом Александром Козловым, членом бюро Чеченского обкома КПСС Муссой Кундуховым и одним из первых чекистов Чечни Мазлаком Ушаевым. Памятник был разрушен в годы первой чеченской войны.
В 1967 году одна из улиц Грозного (бывшая Окружная) названа именем Сайханова.